# Cristianització dels eslaus

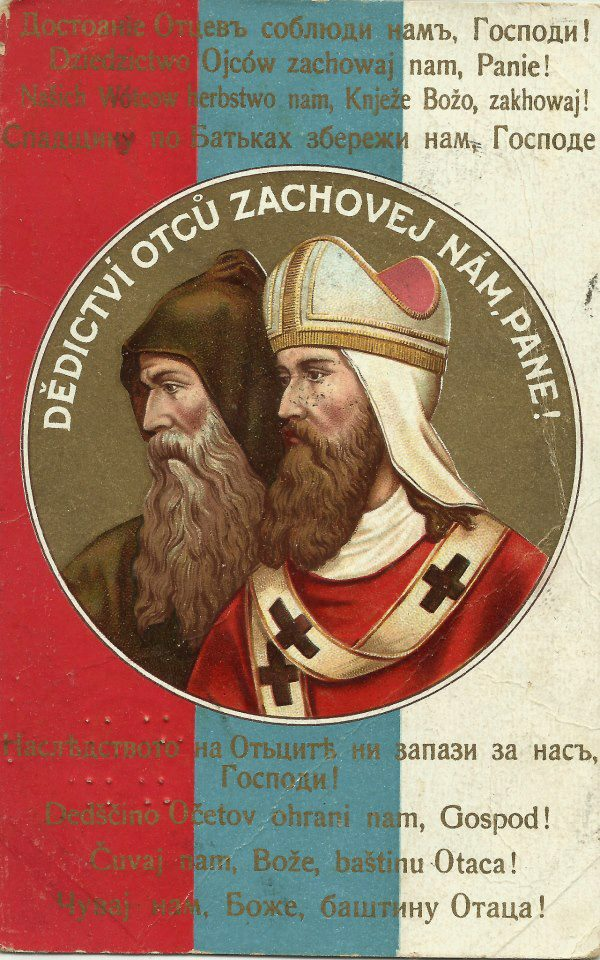
Postal paneslava que representa els Sants Ciril i Metodi, els "apòstols dels eslaus".

Els eslaus van ser cristianitzats en diverses onades que van des del segle vii al segle xii. En termes generals, els monarques dels eslaus del sud va adoptar el cristianisme al segle ix, el eslaus orientals al segle x, i el eslaus occidentals entre el IX i el XII. Als Sants Ciril i Metodi (fl. 860-885) se'ls atribueix el títol d'«apòstols dels eslaus», després d'haver introduït el ritu bizantinoeslau (litúrgia paleoeslava) i l'alfabet glagolític, el conegut alfabet eslau antic i base per a l'alfabet ciríl·lic arcaic.
L'acceptació del cristianisme es va produir, al principi, de manera voluntària, però més tard es va posar en pràctica la coacció legal, i fins i tot la violència.
Les diferents nacions eslaves van rebre el cristianisme en diferents moments: eslovens al segle vii, txecs, croats, búlgars i serbis al segle x, polonesos i eslaus orientals al segle x i els pomeranis només al voltant del 1168. L'acceptació massiva del cristianisme entre el eslaus del sud va començar amb l'assentament a la península balcànica, però més tard es va reprendre l'activitat missionera organitzada pels romans d'Orient.
Des de Constantinoble, a les darreries del segle ix, els monjos Ciril i Metodi van començar la seva missió apostòlica a Europa central, per a la qual utilitzaren l'antic eslau. Aquesta innovació - en aquella època el grec era la llengua de l'Església Ortodoxa - va ajudar els eslaus que s'havien establert als Balcans a acceptar l'ortodòxia, i des dels anys 80 del segle x, va permetre adreçar-se a part del poble de la Rus, dirigida per Vladímir, Gran Príncep de la Rus de Kíev.
Rebre el cristianisme va tenir unes conseqüències particularment transcendentals: la divisió del món entre els dos cercles de la civilització eslava - l'est i l'oest, va provocar la divisió de l'Església cristiana en les seves dues parts principals - cristianisme ortodox i catolicisme.